# Пропофол
Пропофол је интравенски седатив и хипнотик. У ниским концентрацијама делује као седатив, смањује способност реаговања на стимулусе и изазива поспаност. На вишим концентрацијама делује као анестетик и изато се користи у анестезији. Он јако липо-солубилн са високим клиренсом који му омогућава брзо буðење након престанка његове примене. У зависно од трајања анестезије, тај период износи 15 минута до неколико сати. Пропофол нема аналгетско деловање и не супримира одговор адренални на АЦТХ.

## Индикације
Индикације за примену пропофола су:
- Индукција и одржавање анестезије.
- Седација у јединицама интензивне неге
- Седација у пацијената на плућној вентилацији
- Седација током дијагностиеких процедура
- Седација у току хируршких интервенција уз локалну или регионалну анестезију.[3]

## Контраиндикације и нежељени ефекти
У контраиндикације и нежељена дејства пропофола спадају:
- Преосетљивост на састојке препарата
- Деца млађа од 3 године.
- Стања у којима је контраиндикована анестезија или седација
- Бол на месту примене, ретко праћен запаљењем  вене или тромбозом
- Конвулзије (ретко)
- Анафилакса
- Одложено буђење из анестезије
- Поремећаји срчано-судовног система (брадикардија, тахикардија, екстрасистоле, хипотензија
- Пролазна апнеа
- Промена боје мокраће,
- Сексуална дисинхибиција
- У време буђења, мучнина, повраћања, главобоља.
- Током анестезије пропофолом могућа је појава кашља, регургитације и повраћања, те је неопходно праћање проходности дисајних путева.
- Изузетно ретко пост-оперативна грозница

## Регистровани лекови
PROPOFOL FRESENIUS (Fresenius Kabi)
- ZU/ емулзија за инјекције 10 mg/ml, 20 ml; 50 ml; 100 ml

PROPOFOL 2% FRESENIUS (Fresenius Kabi)
- ZU/ емулзија за инјекције. и инфузију 20 mg/ml, боце од 50 ml

RECOFOL (Bayer HC)
- ZU/ емулзија за инјекције 10 mg/ml 20 ml; стаклена боца 50 ml; 100 ml